# Runenstein Sö 97

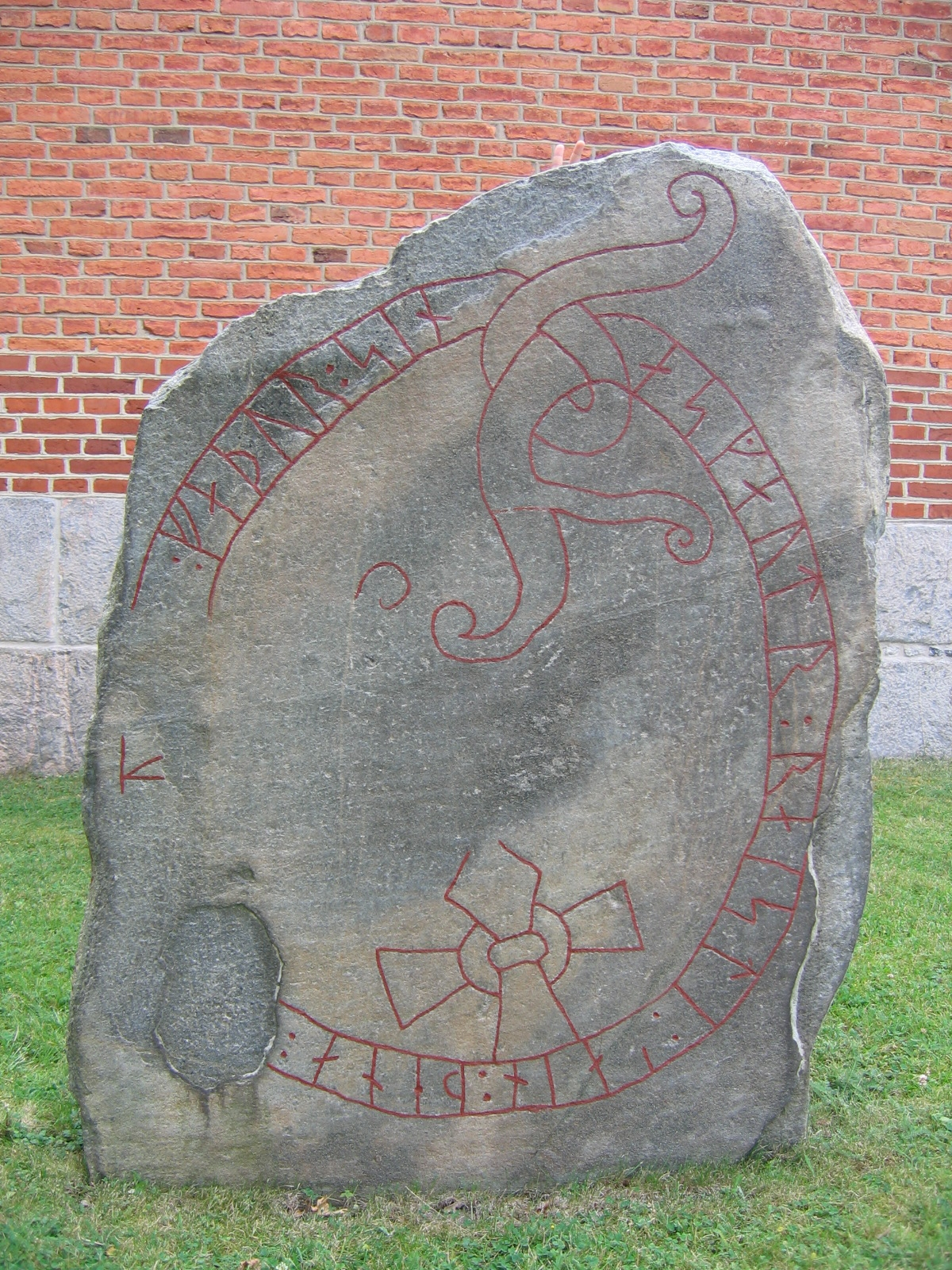
Runenstein Sö 97

Der Runenstein Sö 97 gehört zusammen mit Runenstein Sö 96 und den Fragmenten von Runenstein Sö 98 bis Sö 100 zu den Runensteinen der Jäders kyrka in Jäder bei Kjulaås, nordöstlich von Eskilstuna in Södermanland in Schweden.
Der Runenstein Sö 97 wurde 1866 beim Umbau der Kirche gefunden. Er befand sich etwa einen halben Meter unter dem Kirchenboden, nördlich des Ganges. Der Grund, warum der Boden aufgehoben wurde, war der Bau der Orgel von Per Larsson Åkerman. Die Ritzung ist beschädigt und der linke Teil des Schlangenbandes fehlt. Die Schlange, die einen Kreis bildet, ist im oberen Teil verbunden. Der Stein ist im unteren Teil mit einem Ringkreuz versehen und die letzten drei Wörter des Textes sind auf der linken Seite des Steins eingraviert.
Die Inschrift lautet: „Åsgöt hat diesen Stein errichtet … sein Vater, der Pflegebruder von Arne.“
Auf dem Giebel des Steins ist das sehr ungewöhnliche Wort „fosterbroder“ enthalten. Es kann Pflegesohn, Pflegevater oder Pflegebruder bedeuten. Da der Verstorbene einen Sohn hat, scheint „Pflegebruder“ am wahrscheinlichsten.